# Медичний детектив
Медичний детектив (англ. Medical Detectives або Forensic Files) — американський документальний телесеріал, що виходить з 1996 року.
Кожна серія — це один злочин (вбивство, пограбування, зґвалтування тощо). Розслідуванням займаються криміналісти — вони застосовують найсучасніші способи розслідування злочинів. В кінці програми докладна реконструкція злочину і міра покарання, яка була застосована до злочинця.